# Yana Nestsiarava
Yana Nestsiarava (en bielorruso: Яна Несцерава, Minsk, 14 de junio de 1992) es una deportista bielorrusa que compite en saltos de gran altura. Ganó dos medallas de bronce en el Campeonato Mundial de Natación, en los años 2015 y 2017, en la prueba de 20 m.

## Palmarés internacional
| Campeonato Mundial | Campeonato Mundial | Campeonato Mundial | Campeonato Mundial |
| Año                | Lugar              | Medalla            | Prueba             |
| ------------------ | ------------------ | ------------------ | ------------------ |
| 2015               | Kazán (Rusia)      | Medalla de bronce  | 20 m               |
| 2017               | Budapest (Hungría) | Medalla de bronce  | 20 m               |